# Bataille de Mynydd Hyddgen
Révolte des Gallois
Batailles
La bataille de Mynydd Hyddgen eut lieu en juin 1401, près de Plynlimon (Ceredigion), au pays de Galles. La bataille eut lieu entre les forces du chef rebelle gallois Owain Glyndŵr et l'armée anglaise du roi Henri IV. Elle s'inscrit dans la révolte des Gallois.

## Composition des deux armées
L'armée d'Owain était composée essentiellement d'archers qui étaient montés sur des poneys pouvant circuler dans les marécages. Les sources varient quant au nombre de soldats présents dans son armée. Certaines avancent le chiffre de 500, d'autres la limitent à 120 soldats.
L'armée anglaise qui leur faisait face était essentiellement composée de mercenaires flamands et, bien qu'elle fût plus nombreuse et accompagnée de cavaliers, manquait de coordination.

## La bataille
On possède cependant peu d'informations concernant l'issue de la bataille.
Owain rassembla son armée et contre-attaqua, tuant 200 hommes et faisant le reste prisonnier. Le succès d'Owain est probablement dû à la grande manœuvrabilité de ses troupes.
La situation est alors suffisamment sérieuse pour que le roi Henri IV commande une nouvelle expédition punitive. 